# Округ Фрајзинг
Округ Фрајсинг је округ у немачкој држави Баварска. Припада регији Горња Баварска. 
Површина округа је 801,76 км². Крајем 2007. имао је 164.692 становника. Има 24 насеља, а седиште управе је у граду Фрајсинг. 
У доба Светог римског царства Фрајсинг је био држава под црквеном управом. Баварска је присајединила ову државу 1803.  
Округ се налази северно од Минхена и у њему је Аеродром Минхен. Због близине метрополе привреда је у Фрајсингу доста развијена. Реке Изар и Ампер теку кроз округ од југозапада ка североистоку. 
- Фрајсинг
- Мосбург
- Минхенски аеродром